# Saugeen Shores
Saugeen Shores to miejscowość (ang. town) w Kanadzie, w prowincji Ontario, w hrabstwie Bruce.
Powierzchnia Saugeen Shores to 170,58 km². Według danych spisu powszechnego z roku 2001 Saugeen Shores liczy 11 388 mieszkańców (66,76 os./km²).